# 아토바쿠온
아토바쿠온(Atovaquone)은 메프론(Mepron)이라는 상품명으로 판매되는 약물로, 주폐포자충 폐렴(PCP)의 치료와 예방에 사용되는 항미생물제이다. 또한 아토바쿠온/프로구아닐은 말라리아 치료 및 예방에 이용된다.
나프토퀴논에 속하는 화학 물질로, 구조식은 하이드록시-1,4-나프토퀴논이다. 구조상 유비퀴논과 라우손의 유사체이다.

## 의학적 사용
아토바쿠온을 치료 및 예방에 이용하는 질환은 다음과 같다.
- 경증 주폐포자충 폐렴(PCP).[3][4] 중증인 경우에는 사용하지 않으며, 대개 1차 치료제는 트리메토프림/설파메톡사졸(TMP-SMX, 박트림)이다. 설폰아마이드 알레르기가 있거나 TMP-SMX에 내약성이 좋지 못한 환자에게 아토바쿠온을 대신 투여하는 것을 고려할 수 있다.
- 톡소포자충증[5]
- 말라리아. 아토바쿠온과 프로구아닐은 말라론의 구성 성분이다. 아토바쿠온/프로구아닐은 또 다른 항말라리아제인 메플로퀸보다 부작용은 적지만 비용이 비싸다.[6] 내성이 보고된 사례가 있다.[7]
- 바베시아열원충증에서 경구 아지트로마이신과 병용하기도 한다.[8]

한편 가축으로 기르는 소의 바베시아열원충증에 쓰기도 하는데, 특히 이미도카브 내성이 우려될 때 유용하다.